# گنتا ایتو
گنتا ایتو (ژاپنی: 伊藤 元太؛ زادهٔ ۲ ژوئیهٔ ۲۰۰۰) یک بازیکن فوتبال اهل ژاپن است.
از باشگاه‌هایی که در آن بازی کرده‌است می‌توان به باشگاه فوتبال ویسل کوبه اشاره کرد.